# Rannaküla (Nõva)
Rannaküla – wieś w Estonii, w prowincji Lääne, w gminie Nõva.